# Sarcolobus
Sarcolobus és un gènere de fanerògames de la família de les Apocynaceae. És originari d'Àsia, Austràlia i Oceania. Comprèn 35 espècies descrites i d'aquestes, només 5 han estat acceptades.

## Descripció
Són enfiladisses arbustives o lianes que assoleixen els 2-5 m d'alt. Les arrels són fibroses i les tiges estan buides. L'escorça té una textura de paper, glabrescents. Les fulles són coriàcies, de 7-12,5 cm de llarg i 2,2-9 cm d'ample, el·líptiques, oblongues, ovades o, rarament, lineals, basalment arrodonides, cuneades, cordades o lobulades. L'àpex és agut o retús, glabres o pubescents, amb 2-9 col·lèters a la base de les fulles.
Les inflorencències són extraaxil·lars, solitàries, més curtes que les fulles adjacents, amb 1-6 flors, simples, subsèssils, poques vegades pedunculades.

## Distribució i hàbitat
Es troben en els litorals i manglars de la Xina, l'Índia, Laos, Malàisia, Myanmar, Tailàndia i el Vietnam.

## Espècies acceptades
Tot seguit s'ofereix un llistat de les espècies del gènere Sarcolobus acceptades fins a octubre de 2013, ordenades alfabèticament. Per a cadascuna s'indica el nom binomial seguit de l'autor, abreujat segons les convencions i usos.
- Sarcolobus brachystephanus (Schltr.) P.I. Forst.
- Sarcolobus hullsii (F. Muell. ex Benth.) P.I. Forst.
- Sarcolobus kaniensis (Schltr.) P.I. Forst.
- Sarcolobus secamonoides (Schltr.) P.I. Forst.
- Sarcolobus sulphureus (Volkens) Schltr.